# Nepredviđene posljedice
Nepredviđene posljedice su iznenađujući rezultati djelovanja ili odluka.
Kada ishod nije očekivan ili predviđen, situacija na kraju procesa može biti drugačija od onog što je namjeravano. Drugim riječima, svrhovito djelovanje može stvoriti posljedice koje su:
- nenamjerne
- neočekivane
- nepredviđene

Ovaj je koncept jedan od izgrađujućih blokova ekonomije.
Termin je skovan i populariziran u 20. stoljeću. Njegova upotreba proširila se u razne kontekste.

## Povijest
Ideja nepredviđene posljedice datira u 18. stoljeće kada je Adam Smith pisao o ljudima koji su "vođeni nevidljivom rukom postigli cilj koji uopće nije namjeravao postići".
Američki sociolog Robert K. Merton skovao je frazu 1936.

## Tipovi
Postoje 3 tipa nepredviđenih posljedica:
- Pozitivna – neočekivani dobar efekt, koji se pripisuje sreći
- Negativna – neočekivani loš efekt, kao dodatak onome što se očekivalo
- Protuprirodna – neočekivani efekt koji je izvan namjere ili suprotan onome što se namjeravalo

## Uzroci
Mogući uzroci nepredviđenih posljedica uključuju
- Neznanje – drugim riječima, nemoguće je očekivati i predvidjeti sve, i ovo vodi do analize koja nije dovoljno detaljna.[5]

- Greška – drugim riječima, postoji netočna ili pogrešna analiza. Na primjer, greška može biti rezultat slijeđenja procesa ili procedure koja je radila u prošlosti, no koja ne radi dovoljno dobro ili ne radi uopće, u novoj situaciji.[6]

- Neposredan interes – drugim riječima, fokus na kratkoročne ciljeve može biti viđen kao važniji nego dugoročni interesi.[7]

- Osnovne vrijednosti – drugim riječima, mogu postojati faktori koji zahtijevaju ili zabranjuju određena djelovanja, unatoč dugotrajnim rezultatima.[8]

## Primjeri i vrste nepredviđenih posljedica
Neočekivana i dobra
Aspirin je lijek koji olakšava bolove. Između ostalog, aspirin utječe na zgrušavanje krvi. Nepredviđena posljedica je ta da je aspirin ponekad dobar za ljude sa srčanim problemima.
Neočekivana i loša
Zečevi su dovezeni u Australiju i Novi Zeland; ali bez ikakvih prirodnih neprijatelja da uspori njihovo razmnožavanje, dogodile su se nepredviđene posljedice. Postoji problem s previše zečeva u objim zemljama.
Neočekivana i gora
U Indiji su južne provincije imale problem s previše zmija. Vlast je pokušala riješiti problem plaćajući za mrtve kobre. Njihova je namjera, naravno, bila smanjiti broj kobri. No, umjesto toga, to je dovelo do njihovog uzgoja. Kada je vlast prestala plaćati za mrtve kobre, uzgajivači su pustili zmije i problem je postao još gori nego što je bio u početku.
Jeftinije i lakše putovanje
Jeftinije putovanje, uglavnom u formi zračnog prijevoza, je vrlo korisno ekonomiji zbog povećanja turizma u zemlji. Čini 30 % svjetske trgovine uslugama i 6 % izvoza dobara i usluga. Isto tako stvara prilike za zaposlenje u turističkim uslugama.
S povećanim turizmom dolazi do raznovrsnih nepredviđenih problema, kao što je povećanje ilegalne imigracije. Možda je još ozbiljnije to da turisti koji se vraćaju mogu sa sobom donijeti parazite i bolesti koje nisu uobičajene u njihovoj domovini. Mnogi od tih organizama su otporni na većinu liječenja.